# Pestxanka (Volsk)
|  | Per a altres significats, vegeu «Pestxanka». |

Pestxanka (en rus: Песчанка) és un poble de l'óblast de Saràtov, a Rússia, segons el cens del 2010 no tenia cap habitant. Pertany al districte municipal de Volsk.